# PJ 〜航空救難団〜
『PJ 〜航空救難団〜』（パラレスキュージャンパー こうくうきゅうなんだん）は、2025年4月24日から6月19日までテレビ朝日系「木曜ドラマ」枠で放送されたテレビドラマ。主演は内野聖陽。
愛知県小牧市の航空自衛隊小牧基地に所在する救難教育隊が物語の舞台。

## あらすじ
航空自衛隊航空救難団の主任教官である宇佐美誠司。本人が、出たがりの性分と大袈裟なアクションで接しようとするため、それだけでも戸惑いを感じるも者も少ない。更に訓練と称して、見ようによってはパワハラにも成りかねない訓練を強いるため、訓練生にとって大きな障壁となる。
熱血漢が先行するものの素質のある沢井仁、女性初の卒業生として期待される藤木さやか、自身の不遇経験からPJを目指す白河智樹、父親が自衛隊幹部の家庭で育った長谷部達也、日本人というアイデンティティにこだわりを持つ西谷ランディー、家庭を持ちながらあえて挑戦する東海林勇気、優しすぎるきらいがある近藤守、7名の訓練生は戸惑いを感じながらも全員卒業を目標に過酷な訓練に耐える日々を送る。
誠司の娘である乃木勇菜は、卒業論文として航空救難団をテーマとしたため、この訓練に見学者として参加する。当初は、訓練ではなくただのいじめにしか思えず、誠司と乃木真子が離別することになった理由さえもこれらが原因ではないかと誠司に対する不信感が払拭できないでいた。しかし、厳しい訓練の本当の理由や訓練生へ抱く誠司の熱意に理解が進むにつれ、誠司に対する見方に変化が生じるようになる。
訓練が進むにつれ、訓練生の間に微妙なすれ違いや感情のもつれが生じることや訓練生の離脱、誠司の行き過ぎた指導に対する密告など訓練の先行きに不安が生じる事態が発生する。
更に教官の仁科蓮が救難活動中に命を落としてしまうという最悪の事態も目の当たりにした訓練生には、救助を待っている人の命と自分の命の重みについて考えさせられるという大きな課題に突き当たることになる。
それらの試練を乗り越えつつ訓練生は、航空自衛隊航空救難団の一員として卒業を目指す。

## キャスト

### 主要人物
宇佐美誠司（うさみ せいじ）〈50〉
演 - 内野聖陽
航空自衛隊航空救難団（通称・PJ）の隊員を育てる救難教育隊の主任教官。階級は空曹長。真っ直ぐな性格と熱意あふれる教官であるがゆえ行き過ぎた訓練をしてしまうことも少なくない。そのため、誤解を受けやすい面がある。何かを成し遂げた時に誉める言葉として「あっぱれだ！」を使う。

### 救難教育隊

#### 訓練生
沢井仁（さわい じん）〈23〉
演 - 神尾楓珠（幼少期：前田勝乃心）
選抜試験に一発で合格した。ムキになると周りが見えない性格。幼い頃、山で遭難し、航空救難団に救われた過去をもつ。空士長。見学に来ていた勇菜に思いを寄せる。
藤木さやか（ふじき さやか）〈26〉
演 - 石井杏奈
活発で運動能力が高い。女性初の選抜試験合格者。3等空曹。山岳訓練中に負傷したことをきっかけに自身の限界を感じることとなり救難員過程を辞退する決断した。その後は、救難員をサポートするフライトエンジニアを目指す。
白河智樹（しらかわ ともき）〈27〉
演 - 前田拳太郎（幼少期：山口暖人）
能力抜群で頼れる硬派な男。幼い頃、父親が仕事に失敗して蒸発し、母が精神を病みネグレクトされていた。その後養護施設で育っている。3等空曹。施設で育つ子どもたちの希望になりたい、本物のヒーローになりたい、とPJを目指した。
長谷部達也（はせべ たつや）〈26〉
演 - 渡辺碧斗
父は自衛隊幹部。高所恐怖症。3等空曹。藤木が救難員過程を辞退したことをきっかけに宇佐美の訓練がパワハラであると内部告発をしてしまう。その事実を宇佐美に伝えた際、告発云々よりも人を救うことの意味について問い返される。教育者としての宇佐美の姿に気付いたことで救難員過程を辞退し、教育者になる道を選択する。
西谷ランディー（にしたに ランディー）〈24〉
演 - 草間リチャード敬太（Aぇ! group）
名言格言オタク。空士長。日本人なのに”日本に住んでいる外国人”と思われることが多く、日本人にしかできない仕事をしたくて自衛官になった。
東海林勇気（しょうじ ゆうき）〈28〉
演 - 犬飼貴丈
学生長。最年長で唯一の妻子持ち。3等空曹。
近藤守（こんどう まもる）〈26〉
演 - 前田旺志郎
天然で少し軟派な愛されキャラ。3等空曹。実は2年前、広報誌『MAMORE』に載った藤木のインタビューを読んで彼女のファンになり、PJを目指した。

#### 教官
滝岡賢（たきおか けん）〈50〉
演 - 長谷川朝晴
救難捜索機U-125Aの操縦士。3等空佐。総括班長。宇佐美の同期で良き理解者。
中林誠（なかばやし まこと）〈35〉
演 - 高岸宏行（ティモンディ）
救難員。1等空曹。
森野明里（もりの あかり）〈30〉
演 - 野村麻純
救難ヘリコプターUH-60Jの操縦士。2等空尉。
堀越正一（ほりこし まさかず）〈54〉
演 - 宍戸開
教育隊長。2等空佐。
横山圭祐、佐伯司、荒木雄一、原口明
演 - 保田賢也、篠﨑大輝、中山孟、野崎亨類
教官。階級は順に3曹、2曹、2曹、3曹。
小野
演 - 風間晋之介（第3話 - 最終話）
機上整備員（FE）。
大山順一（おおやま じゅんいち）〈45〉
演 - 眞島秀和
救難員。1等空曹。
仁科蓮（にしな れん）〈40〉
演 - 濱田岳
救難員。1等空曹。教官になった宇佐美が初めて送り出した訓練生。長野県神無沢郡で発生した豪雨災害に派遣中、土砂崩れに巻き込まれ殉職。

### 宇佐美の家族
乃木勇菜（のぎ ゆうな）〈21〉
演 - 吉川愛（幼少期：大野りりあな）
宇佐美の娘。大学4年生。航空救難団を卒業論文のテーマとしたため、見学者として訓練に参加する。訓練生の仁に思いを寄せる。
乃木真子（のぎ まこ）〈50〉 → 宇佐美真子（うさみ まこ）〈53〉
演 - 鈴木京香
自衛隊入間病院で働く看護師長。宇佐美の元妻である。離別したものの全く関わらないということではなく、食事や健康のことでお互いに気付かっていると見受けられる。最終話での階級は3等空佐。3年後の最終話では宇佐美真子と名乗っていた。

### 沢井家
沢井瑞枝（さわい みずえ）〈49〉
演 - 奥貫薫
仁の母。
上杉幸三（うえすぎ こうぞう）〈39〉
演 - 和田正人
仁の父。12年前、息子と共に登った雪山で遭難し亡くなっている。

### 仁科家
仁科芽衣（にしな めい）〈35〉
演 - 黒川智花
蓮の妻。第二子を妊娠中。

### ゲスト

#### 第1話
紗里
演 - 滝澤エリカ（第6話）
勇菜の友人。
津島明紀
演 - 山崎樹範（第8話）
2013年12月22日、新潟県神越後山で遭難した上杉親子を助けに出動した新潟救難隊のヘリの機長。
畠中康一
演 - 内野謙太（第8話）
同新潟救難隊の隊員。
沢井豊
演 - 岩田丸
仁の祖父、瑞枝の父。
隊員A
演 - 中村公隆

広報
演 - 尾関伸次

隊員
演 - 中原彩那、野田彩乃、宇羽野道
藤木と同室の女性隊員。

東海林の妻
演 - 田中海凪（第4話）
勇気の妻。

東海林翔（しょうじ かける）
演 - 木杢琥太郎（第4話）
勇気の息子。
キャスター
演 - 山木翔遥（テレビ朝日アナウンサー）、矢島悠子（テレビ朝日アナウンサー、第6話）
テレビで遭難事故を報じるキャスター。

#### 第2話
教官
演 - 生谷一樹
救難教育隊 教官。
岩本
演 - 谷口翔太
自衛隊員。小隊長。2年前、藤木に広報誌『MAMORE』の取材を受けるよう頼む。
仁科正太郎
演 - 小野晄士朗（第5話 - 第8話）
蓮と芽衣の息子。
カメラマン
演 - 片山享
広報誌『MAMORE』の取材で藤木を撮影するカメラマン。

#### 第3話
職員
演 - 小石周平、丸岡真由子
ネグレクトされている幼い白河を保護する児童相談所 職員。
施設の子ども
演 - 楠楓馬、怜苑、根岸令奈、飯田晴瑠、山本海成
白河が育った養護施設の子どもたち。
白河智樹の母
演 - 楠世蓮
夫の失踪後、精神を病み智樹をネグレクトしていた母親。智樹が施設に引き取られた後、亡くなっている。

#### 第5話
助産師
演 - 呑山仁奈子
芽衣の出産を手伝う「入間病院」産科 助産師。
仁科流星
演 - 篠原末光（第6話 - 第8話）
蓮と芽衣の生まれたばかりの第二子。

出演者
演 - JP
『気象庁が長野県に「大雨特別警報」（レベル5相当）を発表』のテロップが映る「入間病院」待合室のテレビの番組出演者。

#### 第6話
松井透
演 - 笠原秀幸（第7話）
長野の被災地の小学校で娘とはぐれ、辛くも中林に救出される父親。
被災者
演 - 菅野久夫
屋上に避難し仁科たちに救出される被災者。
子ども
演 - 瑠璃（第7話）
松井透の娘。小学校で父親とはぐれて校舎内に取り残される。

#### 第7話
隊員
演 - 別紙慶一
藤木の先輩隊員。

#### 最終話
若者
演 - 星野翼、安原琉那、葛西杏也菜
送別会で沢井たちに話しかけてくる隣の席の若者たち。
救難教育隊66期生
演 - 一之瀬翔真、林優大、石田泰誠、原田旺慈、倉由竜宇、シバモア・ゲン、柴田泰来
卒業する65期生から旗を渡される新しい訓練生たち。

## スタッフ
- 脚本 - 髙橋泉[2]
- 音楽 - 髙見優、大隅知宇
- 主題歌 - Vaundy「僕にはどうしてわかるんだろう」（SDR / Sony Music Labels Inc.）[44]
- 監督 - 平川雄一朗[2]、吉野主、常廣丈太
- サウンドデザイン - 谷口広紀
- スタントコーディネーター - 出口正義
- ゼネラルプロデューサー - 服部宣之（テレビ朝日）[2]
- プロデューサー - 後藤達哉（テレビ朝日）、中込卓也（テレビ朝日）、森川真行（ファインエンターテイメント）、清家優輝（ファインエンターテイメント）[2]
- 協力 - 防衛省[1]、航空自衛隊[2]
- 制作協力 - ファインエンターテイメント[2]
- 制作著作 - テレビ朝日[2]

## 放送日程
| 話数                                                                        | 放送日  | サブタイトル                                             | 監督       | 視聴率 |
| --------------------------------------------------------------------------- | ------- | -------------------------------------------------------- | ---------- | ------ |
| 第1話                                                                       | 4月24日 | 俺たちは天使だ!人命救助最後の砦…熱き一年の物語           | 平川雄一朗 | 8.8%   |
| 第2話                                                                       | 5月01日 | 最難関の水中訓練…俺たちが向かう救難現場はまともじゃない! | 平川雄一朗 | 6.4%   |
| 第3話                                                                       | 5月08日 | 洋上救出の危機…俺たちは家族だ!                           | 吉野主     | 6.8%   |
| 第4話                                                                       | 5月15日 | 最も過酷な山岳救助訓練…悩んでも道はひとつだ!             | 吉野主     | 5.7%   |
| 第5話                                                                       | 5月22日 | はじめての辞退者…別れが俺たちを強くする                  | 平川雄一朗 | 5.8%   |
| 第6話                                                                       | 5月29日 | 出動!大規模災害発生!取り残された命を救え!                | 常廣丈太   | 6.2%   |
| 第7話                                                                       | 6月05日 | 救助か?帰還か?PJ最後の任務!!託した命                     | 常廣丈太   | 6.3%   |
| 第8話                                                                       | 6月12日 | 12年前の真実…教官と学生を繋ぐ魂の救助!!                  | 平川雄一朗 | 6.2%   |
| 最終話                                                                      | 6月19日 | あっぱれだ!覚悟と熱狂の1年乗り越え涙の卒業!!             | 平川雄一朗 | 6.0%   |
| 平均視聴率 6.5%（視聴率はビデオリサーチ調べ、関東地区・世帯・リアルタイム） |         |                                                          |            |        |

- 初回は21時 - 22時の6分拡大放送[3]。

## スピンオフドラマ
『another story 救難員・仁科蓮 最後の任務』のタイトルで、動画配信サービス「TELASA」にて、6月5日の第7話放送終了後から配信中。主演は濱田岳。

### キャスト（スピンオフドラマ）
- 仁科蓮 - 濱田岳
- 仁科芽衣 - 黒川智花
- 宇佐美誠司 - 内野聖陽

### スタッフ（スピンオフドラマ）
- 脚本 - 髙橋泉、鈴木薫
- 演出 - 常廣丈太（テレビ朝日）
- ゼネラルプロデューサー - 服部宣之（テレビ朝日）
- プロデューサー - 後藤達哉（テレビ朝日）、中込卓也（テレビ朝日）、森川真行（ファインエンターテイメント）、清家優輝（ファインエンターテイメント）
- 制作協力 - ファインエンターテイメント
- 制作著作 - テレビ朝日

### 配信日程（スピンオフドラマ）
| 各話 | 配信日  |
| ---- | ------- |
| 本編 | 6月05日 |